# Tenente Laurentino Cruz
Tenente Laurentino Cruz är en kommun i Brasilien.   Den ligger i delstaten Rio Grande do Norte, i den östra delen av landet, 1 600 km nordost om huvudstaden Brasília. Antalet invånare är 5 406.
Omgivningarna runt Tenente Laurentino Cruz är huvudsakligen savann. Runt Tenente Laurentino Cruz är det ganska glesbefolkat, med 29 invånare per kvadratkilometer.